# Орден Афтаб
Орден Афта́б (за часів правління Рези Шаха — орден Сонця) — нагорода, започаткована перським шахом Насер ед-Дін Шахом у лютому 1873 року.
Орден мав два класи: перший призначався для монархів жінок і дружин-консортів чинних монархів; ордени другого класу надавались принцесам і леді вищого рангу. 1967 року, за часів правління династії Пахлаві статут ордена було змінено, змінилась назва на орден Аріамехр, змінились знаки нагороди й умови отримання ордена.